# Campeonato Acreano 1948
In 1948 werd het negentiende Campeonato Acreano gespeeld voor clubs uit de Braziliaanse staat Acre. De competitie werd georganiseerd door de Federação de Futebol do Estado do Acre en werd gespeeld van 20 juni tot 17 oktober. América werd kampioen. 

## Eindstand
| Plaats | Club          | Wed. | W | G | V | Saldo | Ptn. |
| ------ | ------------- | ---- | - | - | - | ----- | ---- |
| 1.     | América       | 6    | 4 | 1 | 1 | 26:9  | 9    |
| 2.     | Rio Branco    | 6    | 3 | 1 | 2 | 19:13 | 7    |
| 3.     | Independência | 6    | 2 | 1 | 3 | 20:26 | 5    |
| 4.     | Fortaleza     | 6    | 0 | 3 | 3 | 3:20  | 3    |

|  | Kampioen |

### Kampioen
| Campeonato Acreano de 1948  |
| Acre                        |
| --------------------------- |
| AMÉRICA Kampioen (1° titel) |